# فلاخت
فلاخت (به آلمانی: Flacht) یک شهر در آلمان است که در Verbandsgemeinde Hahnstätten واقع شده‌است. فلاخت ۱٬۱۵۹ نفر جمعیت دارد.